# Pontorson
Pontorson este o comună franceză, situată în departamentul Manche, în regiunea Normandia.
A fost creată la 1 ianuarie 2016, având statutul de comună nouă, după fuziunea dintre Pontorson (fosta comună) și comunele vecine Macey și Vessey. Este reședința unui canton format din douăzeci și patru de comune și 17.500 de locuitori, situat în arondismentul Avranches.

## Geografie

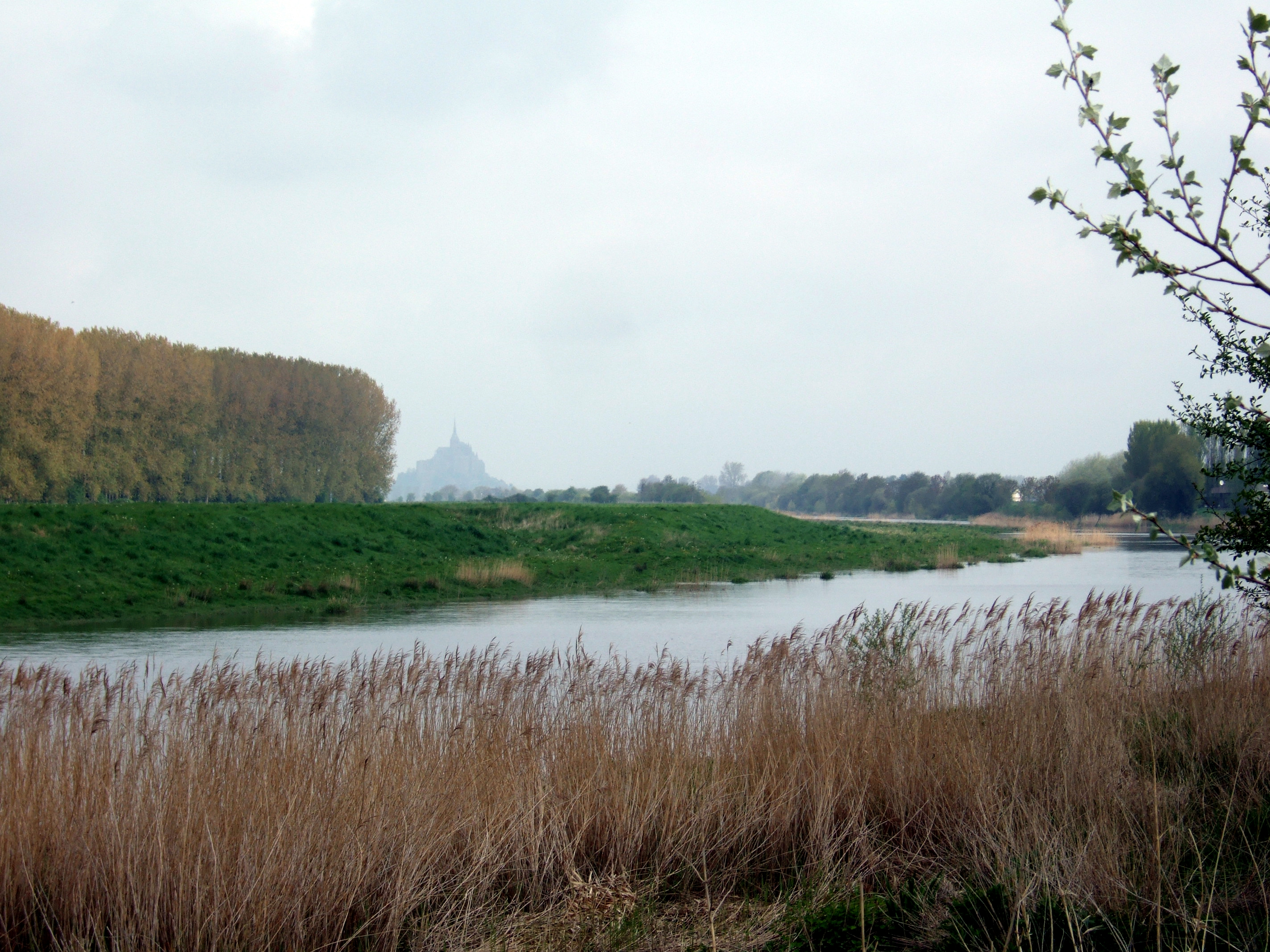
Râul Couesnon și apropierea de Mont Saint-Michel sunt cele două atuuri ale comunei Pontorson.

Pontorson se află la 9 km de Mont Saint-Michel, 22 km de Avranches, 45 km de Granville, 77 km de Rennes, 90 km de Saint-Lô și 363 km de Paris. Este traversată de râul Couesnon, unul dintre cele trei fluvii din golful Mont Saint-Michel, și este înconjurată de peste 10 km de zone de mlaștină spre sud, precum și de peste 4 800 de hectare de poldere.
Pontorson și cantonul său beneficiază de un climat oceanic temperat și sunt protejate de golful Mont-Saint-Michel.

### Comune limitrofe
| Beauvoir                                                                       | Mont Saint-Michel     | Huisnes-sur-Mer          |
| Saint-Georges-de-Gréhaigne (Ille-et-Vilaine) Pleine-Fougères (Ille-et-Vilaine) |                       | Tanis Servon Saint-James |
| Sougéal (Ille-et-Vilaine)                                                      | Aucey-la-Plaine Sacey | Saint-James              |

### Clima
Climatul care caracterizează comuna este calificat, în 2010, drept „climat oceanic franc”, conform tipologiei climatice din Franța, care număra atunci opt mari tipuri de climate în zona metropolitană. În 2020, comuna este încadrată în tipul „climat oceanic” în clasificarea stabilită de Météo-France, care identifică acum doar cinci mari tipuri de climate în metropolă. Acest tip de climat se manifestă prin temperaturi blânde și precipitații relativ abundente (legate de perturbațiile venite din Atlantic), distribuite pe tot parcursul anului, cu un maxim ușor din octombrie până în februarie.
Pentru perioada 1971-2000, temperatura medie anuală este de 11,5 °C, cu o amplitudine termică anuală de 12,2 °C. Cantitatea medie anuală de precipitații este de 706 mm, cu 12,7 zile de precipitații în ianuarie și 7,2 zile în iulie. Pentru perioada 1991-2020, temperatura medie anuală observată la stația meteorologică instalată în comună, este de 11,8 °C, iar cantitatea medie anuală de precipitații este de 838,6 mm. Pentru viitor, parametrii climatici estimati pentru comună pentru anul 2050, conform diferitelor scenarii de emisii de gaze cu efect de seră, pot fi consultati pe un site dedicat publicat de Météo-France în noiembrie 2022.

## Urbanism

### Tipologie
La 1 ianuarie 2024, Pontorson este clasificată ca un târg rural, conform noii grile comunale de densitate cu șapte niveluri, definită de INSEE (Institutul Național de Statistică și Studii Economice) în 2022. Ea face parte din unitatea urbană Pontorson, o unitate urbană monocomenială care constituie un oraș izolat. În plus, comuna aparține zonei metropolitane Pontorson, al cărei centru este. Această zonă, care cuprinde 5 comune, este clasificată în zonele cu mai puțin de 50.000 de locuitori.
Comuna, mărginită de Canalul Mânecii, este, de asemenea, o comună litorală în sensul legii din 3 ianuarie 1986, cunoscută sub numele de legea litoralului. Dispoziții urbanistice specifice se aplică aici pentru a proteja spațiile naturale, siturile, peisajele și echilibrul ecologic al litoralului, cum ar fi, de exemplu, principiul interdicției de construire în afara zonelor urbanizate pe fâșia litorală de 100 de metri sau mai mult, dacă planul local de urbanism prevede acest lucru.

## Toponimie
Numele localității este atestat sub formele Pons Ursonis la sfârșitul secolului al XI-lea; Pontem Urso în 1170 și 1180; al punt Orsun în jurul anului 1175; Pont Orsun în 1294.
Semnificație: „podul lui Urso”. Urso este un antroponim latino-germanic. Orașul își datorează numele unui pod controlat sau construit de un anume Urs sau Urson, (> Ours, cf. Reginald Fitzurse).

## Istorie

### Preistorie și Antichitate
În perioada galică, Pontorson se afla pe teritoriul tribului Abrincates, a cărui limită vestică era probabil râul Couesnon. Acest teritoriu a servit mai târtriu ca bază pentru viitoarea dieceză de Avranches. Între timp, a fost inclus în provincia Gallia Lugdunensis, înainte de a face parte din Lugdunensis Secunda, rezultată din împărțirea acesteia. Apoi, cu reforma provincială a lui Constantin (314 d.Hr.), aceasta din urmă a fost împărțită în două: Lyonnaise Secunda și Lyonnaise Tertia.
Arhiepiscopia de Rouen, care include teritoriul Avranchin, a preluat limitele provinciei Lyonnaise Seconde, care au servit drept cadru geografic pentru Normandia. Teritoriul actualei comune, care făcea parte din Avranchin, a fost plasat sub dominația temporară a regilor Bretaniei, probabil împreună cu Cotentinul, în secolele IX-X, prin tratatul de la Compiègne. Acest statut breton a fost pierdut după ce normanzii au împins înapoi frontiera provizorie de pe râul Sélune, restabilind-o pe Couesnon. Cu toate acestea, faubourg-ul situat dincolo de Couesnon și-a păstrat legătura cu Bretania: „Dincolo de pod se află un mic faubourg care aparține Bretaniei și episcopiei de Dol, unde se află un spital administrat de călugării din ordinul Carității.
La 23 octombrie 1370, Bertrand Du Guesclin și Olivier de Clisson au încheiat la Pontorson un pact de fraternitate de arme.

### Revoluția Franceză
La 18 noiembrie 1793, comuna a fost locul bătăliei de la Pontorson, în timpul campaniei Virée de Galerne, parte a războaielor din Vendée.
Târgul a fost de asemenea capturat de chouans la 18 septembrie 1799.

### Secolul XXI
La 1 ianuarie 2016, comuna Pontorson a fuzionat cu comunele vecine Macey și Vessey, dobândind statutul de comună nouă.

## Populația și societatea

### Date demografice
| An        | 2016 | 2017 | 2018 | 2019 | 2020 | 2021 |
| --------- | ---- | ---- | ---- | ---- | ---- | ---- |
| Populație | 4350 | 4342 | 4330 | 4318 | 4352 | 4334 |

## Cultura și patrimoniul local

### Locuri si monumente
Locurile și monumentele din comună sunt cele ale vechilor comune din care a rezultat noua comună.

### Personalități
- Bertrand Du Guesclin a fost căpitan al Pontorson și al Mont Saint-Michel.
- Gabriel de Montgomery, cel care l-a ucis accidental pe Henric al II-lea al Franței în timpul unui turnir. După acest incident, s-a refugiat în Jersey, unde s-a convertit la protestantism și a devenit o figură importantă a Reformei în Basse-Normandie.
- Auguste Chapdelaine (1814-1856), martir creștin, a fost vicar la Boucey, un sat care aparține de comuna Pontorson.
- Marcel Proust menționează Pontorson în primul volum al lucrării À la recherche du temps perdu, Du côté de chez Swann, în a treia parte intitulată Noms de pays:

„ Questembert, Pontorson, ridicoli și naivi, pene albe și ciocuri galbene împrăștiate pe drumul acestor locuri fluviale și poetice. ”